# Cessna 182

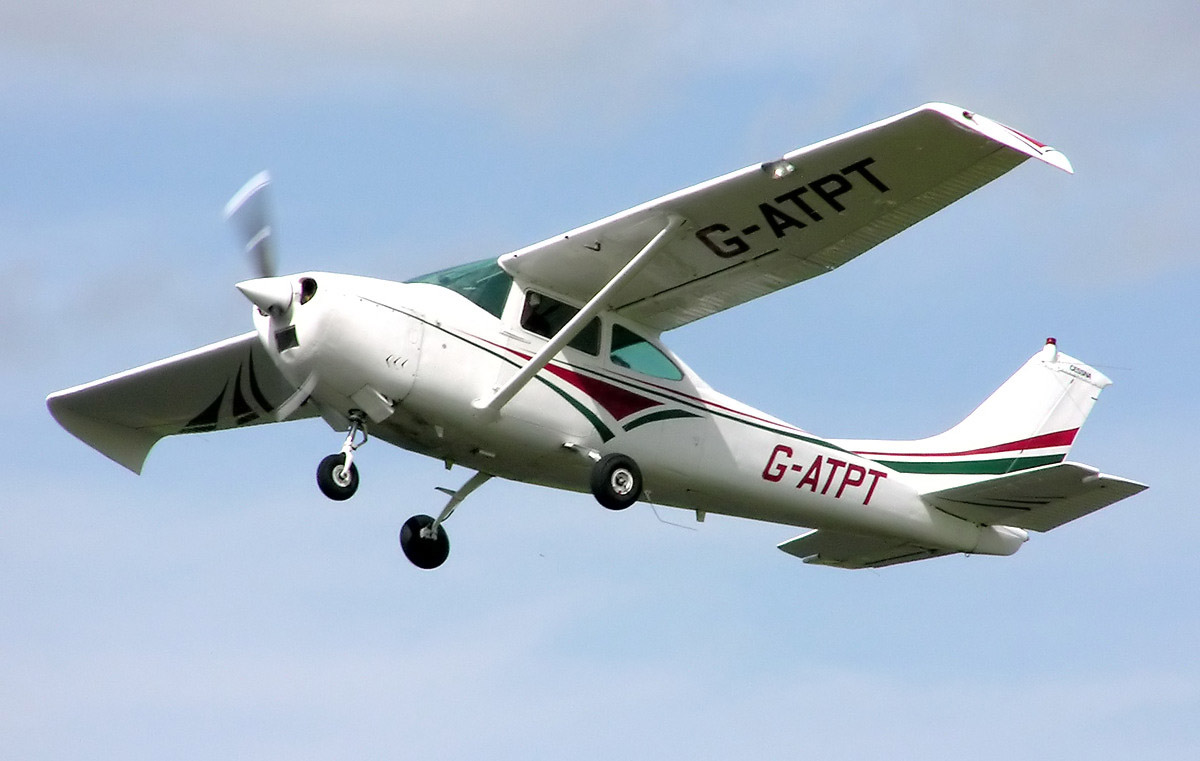
Cessna 182J

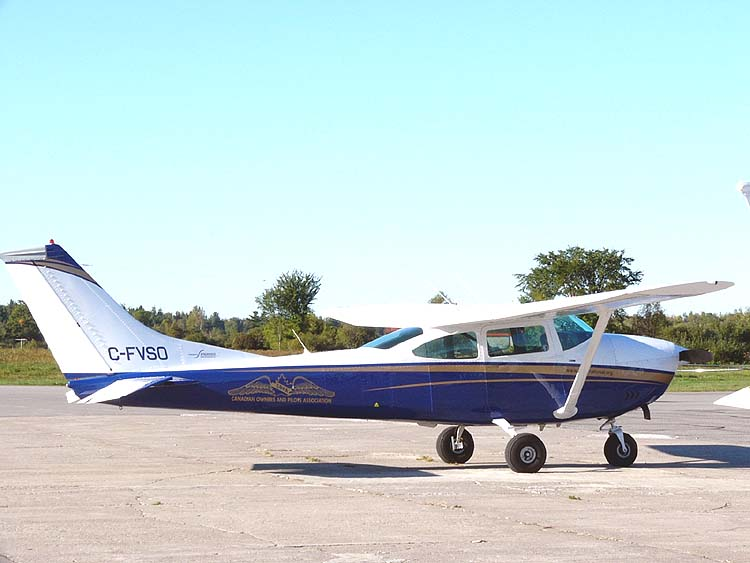
1967 Cessna 182K

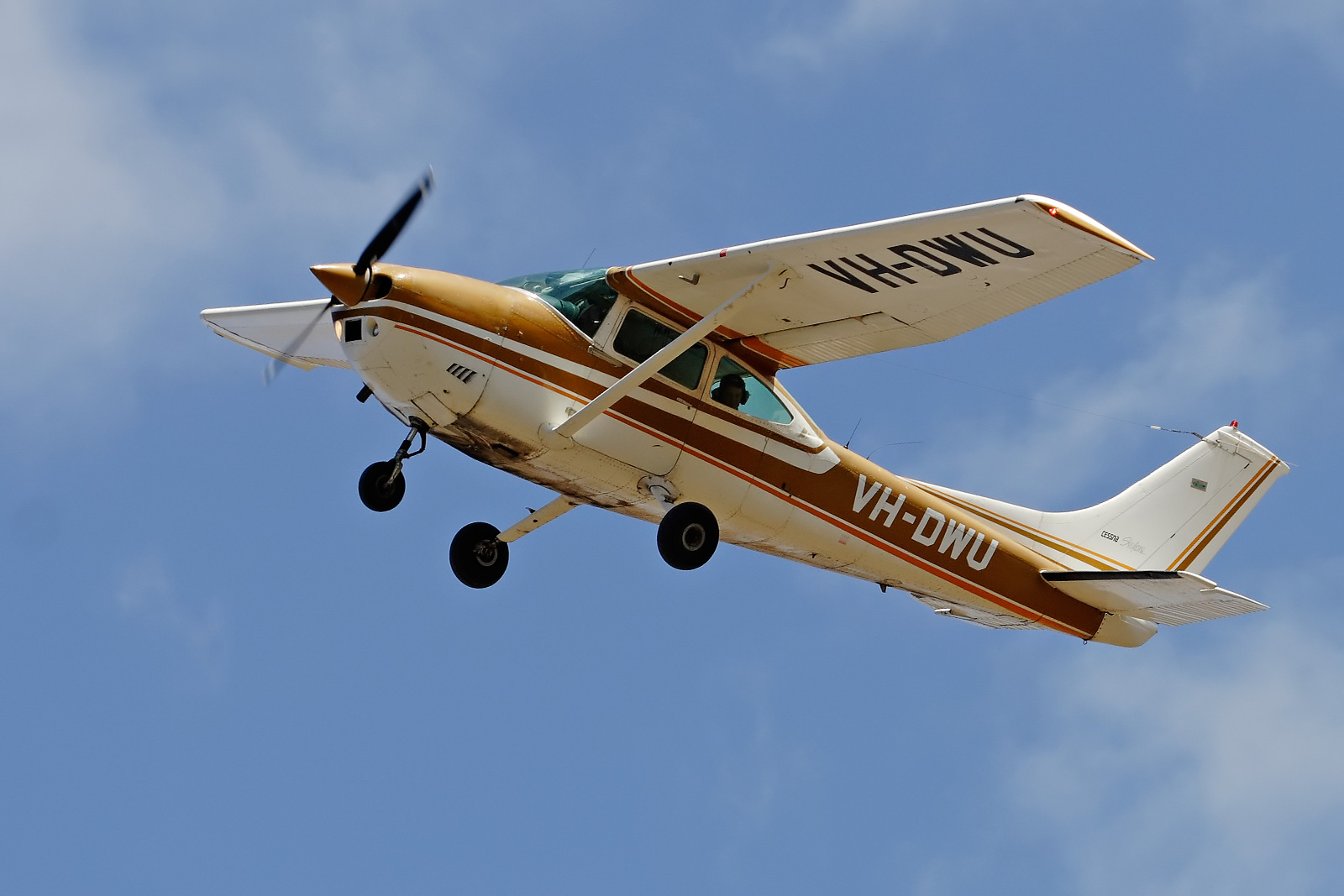
Cessna 182P

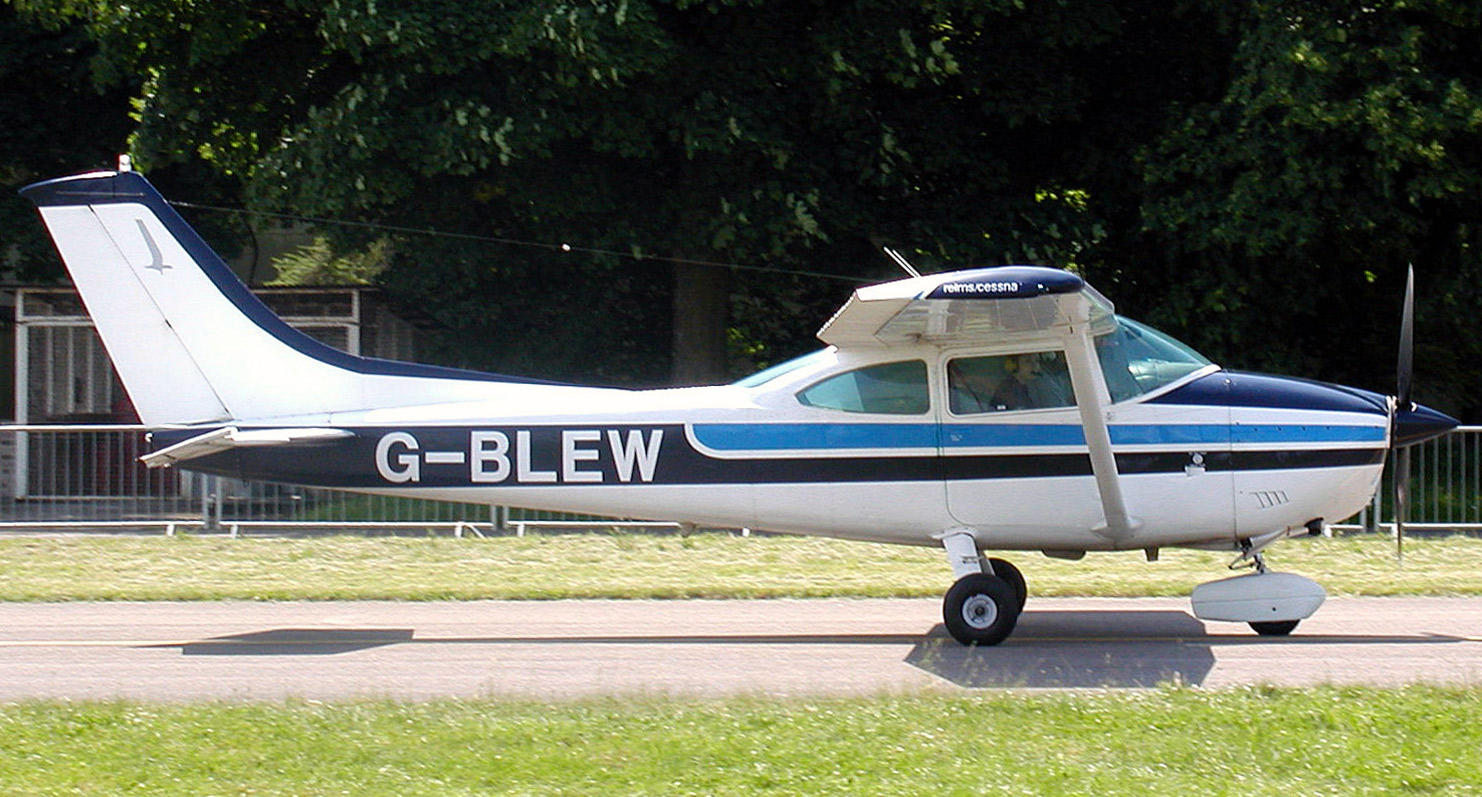
Reims-Cessna F182Q

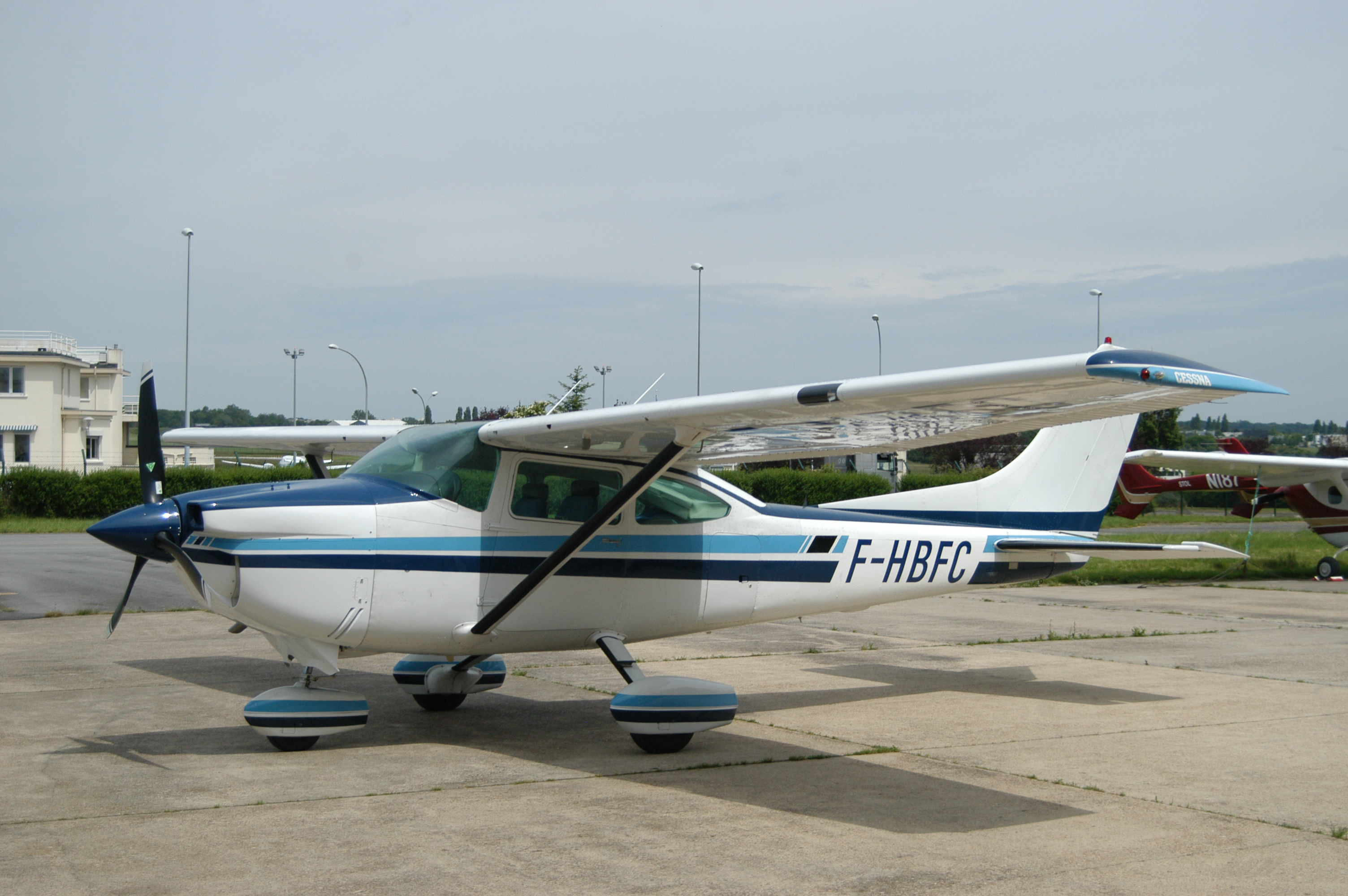
Cessna 182Q z silnikiem SMA SR305-230

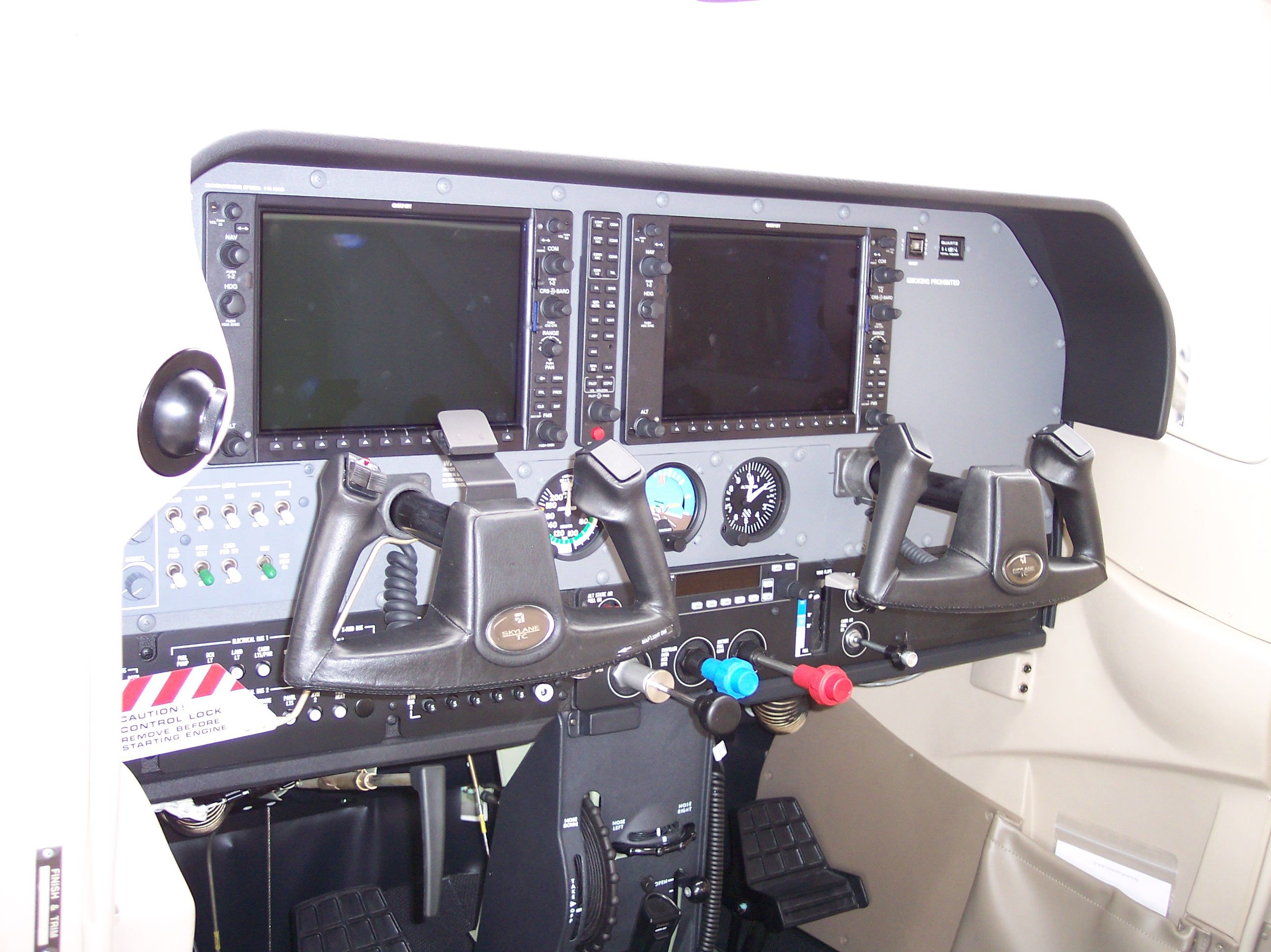
Kokpit Cessny T182T z systemem Garmin G1000

Cessna 182, oferowana pod nazwą Skylane, jest czteromiejscowym, jednosilnikowym górnopłatem firmy Cessna. Opcjonalnie można zamówić dwa foteliki dziecięce w przestrzeni bagażowej.
Przedstawiony w 1956 roku model 182 jest produkowany do dziś w wielu wariantach, włączając w to wersję o chowanym podwoziu (R182, TR182 i FR182). Jest drugim (po Cessnie 172) najpopularniejszym modelem Cessny.

## Rozwój
Cessna 182 została przedstawiona w 1956 roku jako trójkołowy wariant Cessny 180. W roku 1957 wprowadzono wariant 182A, wraz z nazwą kodową Skylane. Późniejsze modyfikacje mają powiększone okna, mocniejsze silniki i stopniowo zwiększaną masę startową i udźwig.
Od 2005 roku Cessna oferowała szklany kokpit Garmin G1000 jako opcjonalny dodatek. Później został on wprowadzony jako standard.

## Projekt
Cessna 182 jest konstrukcją metalową (głównie aluminiową) z wyjątkiem kilku części. Kadłub jest konstrukcją pół-skorupową, z obciążonym poszyciem, nitowanym do podłużnic i wręg. Skrzydła również konstrukcji pół-skorupowej, wsparte zastrzałem. Kilkoro części jest identycznych z mniejszym modelem 172. Są to m.in. klapy i lotki skrzydeł.

### Chowane podwozie
Chowane podwozie było oferowane w wersjach R182 i TR182 (bez i z turbodoladowaniem). Małe, jednosilnikowe Cessny z chowanym podwoziem mają oznaczenie "numer kodowy modelu"RG (np. 172RG).
Wersje R182 i TR182 miały o około 10-15% większą prędkość i maksymalny kąt wznoszenia, niż wersje z podwoziem stałym.
Podwozie w wersji Skylane RG było sterowane za pomocą siłowników hydrauliczych sterowanych poprzez elektryczną pompę.
W przypadku awarii podwozie mogło być wysunięte za pomocą pompy ręcznej.

### Silniki
- Wersje 182 - 182Q - jeden 230 konny (170 kW) silnik Continental O-470 sześciocylindrowy silnik typu bokser o dwóch łopatkach śmigła
- Wersja R182 - jeden 235 konny (175 kW) silnik Lycoming O-540-J3C5D sześciocylindrowy silnik typu bokser, chłodzony powietrzem
- Wersja TR182 - jeden 235 konny (175 kW) silnik Lycoming O-540-L3C5D sześciocylindrowy silnik typu bokser z turbosprężarką
- Wersja 182S - jeden 230 konny (170 kW) silnik Lycoming IO-540-AB1A5.
- Wersje z silnikami SMA - jeden 230 konny (170 kW) silnik SMA SR305-230. (modyfikowane na podstawie uzupełniającego certyfikatu Typu - STC).

## Warianty
W trakcie produkcji powstało ponad 20 wersji Cessny 182. Na licencji produkowano również trzy wersje w zakładach Reims Aviation we Francji.
| Model | Silnik                        | Moc                  | Maks. masa                              | Rok certyfikacji |
| ----- | ----------------------------- | -------------------- | --------------------------------------- | ---------------- |
| 182   | Continental O-470-L           | 230 KM pry 2600 obr. | 1156 kg (2550 lb.)                      | 1956             |
| 182A  | Continental O-470-L           | 230 KM pry 2600 obr. | 1202 kg (2650 lb.)                      | 1956             |
| 182B  | Continental O-470-L           | 230 KM pry 2600 obr. | 1202 kg (2650 lb.)                      | 1958             |
| 182C  | Continental O-470-L           | 230 KM pry 2600 obr. | 1202 kg (2650 lb.)                      | 1959             |
| 182D  | Continental O-470-L           | 230 KM pry 2600 obr. | 1202 kg (2650 lb.)                      | 1960             |
| 182E  | Continental O-470-L / O-470-R | 230 KM pry 2600 obr. | 1270 kg (2800 lb.)                      | 1961             |
| 182F  | Continental O-470-L / O-470-R | 230 KM pry 2600 obr. | 1270 kg (2800 lb.)                      | 1962             |
| 182G  | Continental O-470-L / O-470-R | 230 KM pry 2600 obr. | 1270 kg (2800 lb.)                      | 1963             |
| 182H  | Continental O-470-R           | 230 KM pry 2600 obr. | 1270 kg (2800 lb.)                      | 1964             |
| 182J  | Continental O-470-R           | 230 KM pry 2600 obr. | 1270 kg (2800 lb.)                      | 1965             |
| 182K  | Continental O-470-R           | 230 KM pry 2600 obr. | 1270 kg (2800 lb.)                      | 1966             |
| 182L  | Continental O-470-R           | 230 KM pry 2600 obr. | 1270 kg (2800 lb.)                      | 1967             |
| 182M  | Continental O-470-R           | 230 KM pry 2600 obr. | 1270 kg (2800 lb.)                      | 1968             |
| 182N  | Continental O-470-R / O-470-S | 230 KM pry 2600 obr. | 1338 kg (2950 lb.)/1270 kg (2800 lb.)1) | 1969             |
| 182P  | Continental O-470-R / O-470-S | 230 KM pry 2600 obr. | 1338 kg (2950 lb.)                      | 1971             |
| F182P | Continental O-470-S           | 230 KM pry 2600 obr. | 1338 kg (2950 lb.)                      | 1976             |
| 182Q  | Continental O-470-U           | 230 KM pry 2400 obr. | 1338 kg (2950 lb.)                      | 1976             |
| F182Q | Continental O-470-U           | 230 KM pry 2400 obr. | 1338 kg (2950 lb.)                      | 1976             |
| R182  | Lycoming O-540-J3C5D          | 235 KM pry 2400 obr. | 1406 kg (3100 lb.)                      | 1977             |
| FR182 | Lycoming O-540-J3C5D          | 235 KM pry 2400 obr. | 1406 kg (3100 lb.)                      | 1978             |
| TR182 | Lycoming O-540-L3C5D          | 235 KM pry 2400 obr. | 1406 kg (3100 lb.)                      | 1978             |
| 182R  | Continental O-470-U           | 230 KM pry 2400 obr. | 1406 kg (3100 lb.)/1338 kg (2950 lb.)1) | 1980             |
| T182  | Lycoming O-540-L3C5D          | 235 KM pry 2400 obr. | 1406 kg (3100 lb.)/1338 kg (2950 lb.)1) | 1980             |
| 182S  | Lycoming IO-540-AB1A5         | 230 KM pry 2400 obr. | 1406 kg (3100 lb.)/1338 kg (2950 lb.)1) | 1996             |
| 182T  | Lycoming IO-540-AB1A5         | 230 KM pry 2400 obr. | 1406 kg (3100 lb.)/1338 kg (2950 lb.)1) | 2001             |
| T182T | Lycoming TIO-540-AK1A         | 235 KM pry 2400 obr. | 1406 kg (3100 lb.)/1338 kg (2950 lb.)1) | 2001             |

1) Maksymalna masa startowa większa niż maksymalna masa do lądowania

## Użytkownicy

### Użytkownicy cywilni
Cessna 182 jest wykorzystywana jako taksówka powietrzna i samolot prywatny.
Cessna 182 była budowana w Argentynie, w zakładach DINFIA (Model A182) i we Francji, w zakładach Reims Aviation jako F-182.

### Użytkownicy wojskowi
Argentyna
 Belize
 Kanada
 Gwatemala
 Lesotho
 Meksyk
 Peru
 Surinam
 Urugwaj
 Wenezuela